# Franciszek Ksawery Bujakiewicz

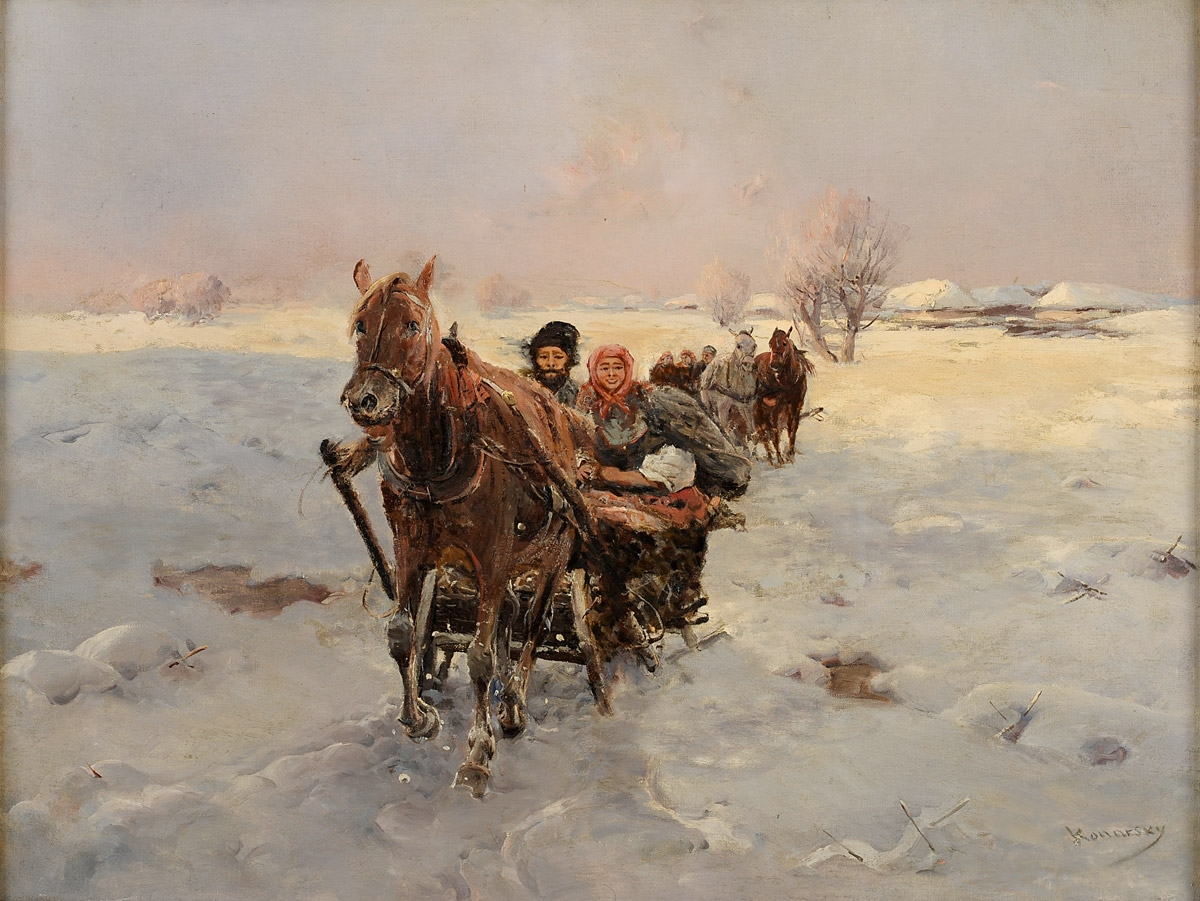
Jazda saniami

Franciszek Ksawery Bujakiewicz (ur. 26 listopada 1856 w Mierzejewie, zm. 9 grudnia 1917 lub 1918 w Monachium) – polski malarz, posługujący się prawdopodobnie pseudonimem „Jan Konarski”.

## Życiorys
Naukę malarstwa rozpoczął prywatnie w Poznaniu, następnie od roku 1882 (wpis do księgi immatrykulacyjnej: 21.10.1882) studiował w Akademii Sztuk Pięknych w Monachium w Antikenklasse (klasa rysunku). Od roku 1885 (wpis - 26.10.1885) w Malschule (pracownia malarstwa) u Alexandra Liezen-Mayera (1839-1898), węgierskiego malarza historycznego. Malował portrety, sceny rodzajowe, batalistyczne i religijne. W jego malarstwie widoczne są wpływy twórczości Alfreda Wierusz-Kowalskiego, i być może Bujakiewicz - tworzył obrazy anonimowo, w jego stylu i na jego zlecenie. Jak twierdzi niemiecki historyk sztuki, Hans-Peter Bühler, być może pseudonimu „Jan Konarski” używał też sam Alfred Wierusz-Kowalski. 
Franciszek Ksawery Bujakiewicz uczestniczył w wystawach malarstwa w Monachium (brak danych).  Natomiast w latach 1884, 1886, 1888 oraz 1892 i 1893 pokazywał swoje prace w Towarzystwie Przyjaciół Sztuk Pięknych w Krakowie oraz w 1886 roku w Towarzystwie Zachęty Sztuk Pięknych w Warszawie. Pokazał dwa obrazy: Przed kuźnią, olej, 52,5 x 37,5 cm oraz Powrót z targu.  Jego prace z sygnaturą F. Bujakiewicz pojawiają się czasem na polskich aukcjach sztuki. Artysta zmarł samotnie, nie założył rodziny, w monachijskim szpitalu przy Prinzenstrasse 1.